# Chymomyza mesopecta
Chymomyza mesopecta är en tvåvingeart som beskrevs av Wheeler 1968. Chymomyza mesopecta ingår i släktet Chymomyza och familjen daggflugor. Inga underarter finns listade i Catalogue of Life.